# Atalonodon monterini
L'atalonodonte (Atalonodon monterini) è un mammifero erbivoro estinto, appartenente ai perissodattili. Visse nell'Eocene inferiore (circa 55 milioni di anni fa) e i suoi resti fossili sono stati ritrovati in Italia (Sardegna).

## Descrizione e classificazione
Tutto ciò che si conosce di questo animale è una mandibola, insufficiente quindi per una ricostruzione di Atalonodon. Le somiglianze con i fossili più completi di altre forme simili, tuttavia, hanno permesso ai paleontologi di ipotizzare che questo animale doveva essere relativamente simile agli odierni tapiri. In particolare, si suppone che Atalonodon fosse molto simile ai tapiroidi primitivi del genere Lophiodon; al contrario di questi ultimi, tuttavia, Atalonodon era sprovvisto del talonide alla base del terzo molare inferiore (da qui il nome Atalonodon, “dente senza talonide”). 
Questa caratteristica è invece condivisa da Hyrachyus, un animale affine ai rinoceronti vissuto nello stesso periodo. A differenza di Hyrachyus, Atalonodon possedeva canini molto più grandi, separati dai premolari grazie a un diastema, ed era sprovvisto del primo premolare inferiore. Queste caratteristiche dentarie potrebbero indicare una parentela con i tapiri primitivi della famiglia degli elaletidi (Helaletidae), o forse con i lofiodontidi (Lophiodontidae). Quest'ultima famiglia apparve però in Europa nell'Eocene medio, mentre Atalonodon risalirebbe all'Eocene inferiore. 

## Paleobiologia
I fossili di Atalonodon sono stati ritrovati nei pressi di Gonnesa, un villaggio vicino a Iglesias in Sardegna. Nell'Eocene, la zona era ricoperta da una densa vegetazione tropicale e il clima era molto umido. Atalonodon doveva cibarsi di piante di palude. Pochi milioni di anni dopo, la regione divenne meno umida e più soggetta a variazioni di temperatura stagionali: i resti fossili delle piante rinvenute nella zona indicano il cambiamento climatico avvenuto nell'Eocene medio. Risale a questo periodo un altro tapiroide rinvenuto negli stessi luoghi, Lophiodon sardus.